# Spitzmausigel
Der Spitzmausigel (Neotetracus sinensis) ist eine Säugetierart aus der Gruppe der Rattenigel (Galericinae) innerhalb der Igel (Erinaceidae), die vor allem im Süden der Volksrepublik China heimisch ist. Die Tiere leben vor allem in feuchten Bergwäldern und ernähren sich von Insekten und anderen wirbellosen Tieren. Eine Gefährdung der Bestände besteht nicht.

## Beschreibung

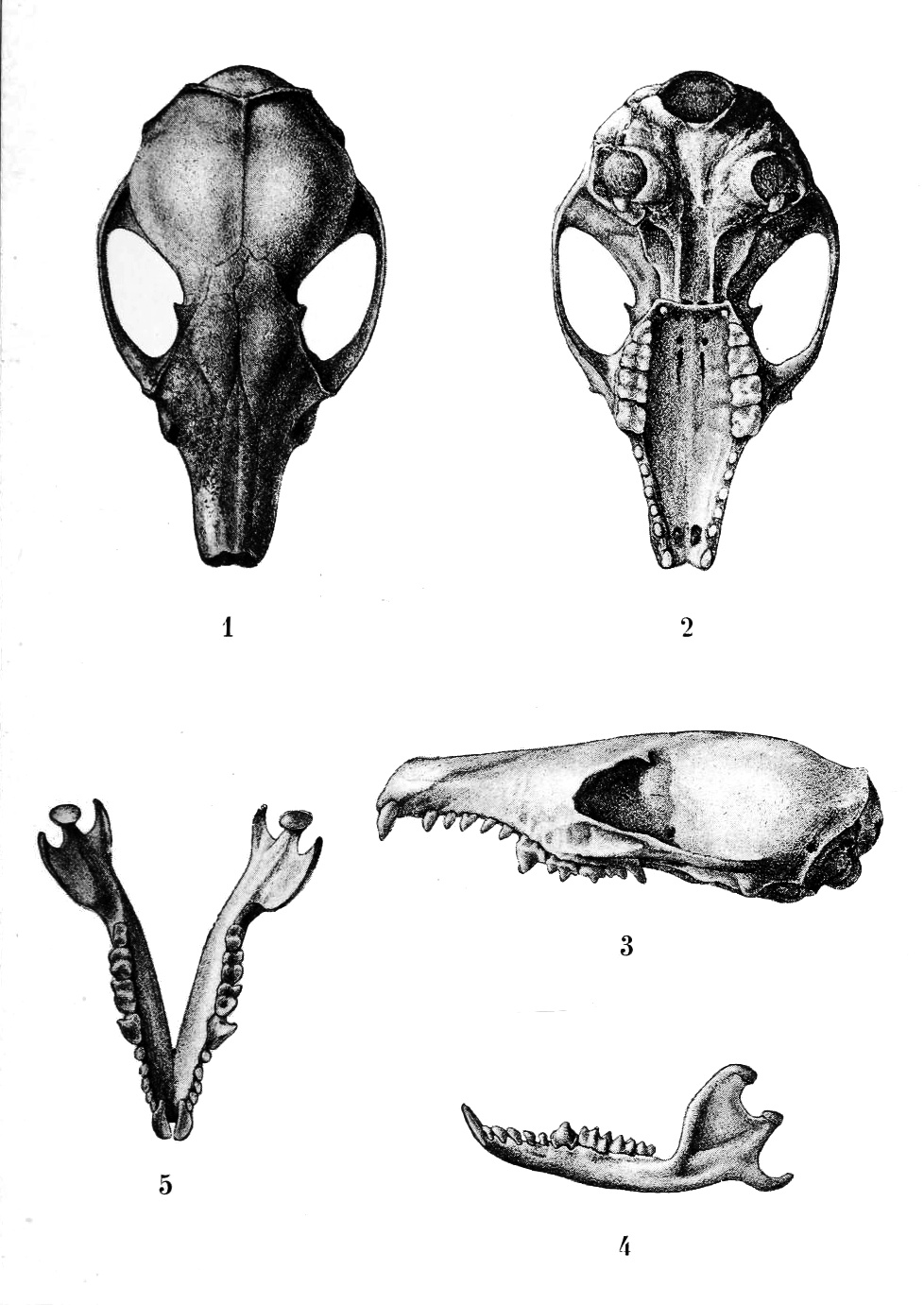
Schädelknochen aus verschiedenen Perspektiven
1: dorsal
2: ventral
3: lateral
4: Unterkiefer, lateral
5: Unterkiefer, okklusal

Der Spitzmausigel erreicht eine Kopf-Rumpf-Länge von 9,1 bis 12,1 Zentimetern und eine Schwanzlänge von etwa 5,6 bis 7,8 Zentimeter. Die Hinterfüße haben eine Länge von 21 bis 36 Millimeter. Der Körper ist spitzmausähnlich mit kürzerer Schnauze. Ihr Fell ist auf der Rückenseite matt olivbraun gefärbt, die Bauchseite ist grau mit hellgelbem Einschlag gefärbt. Ein schmaler schwarzer Rückenstreifen kann vorhanden sein.  Im Vergleich zum nahe verwandten Hainan-Rattenigel sowie zu den Kleinen Rattenigeln hat der Spitzmausigel einen vergleichsweise langen Schwanz, der etwa 50 % der Kopf-Rumpf-Länge ausmacht. Die Ohren sind mit rund 15 % der Körperlänge ebenfalls vergleichsweise lang.
| 3 | · | 1 | · | 3 | · | 3 | = 40 |
| 3 | · | 1 | · | 3 | · | 3 | = 40 |

Das Gebiss der Art besteht oberseits und unterseits aus jeweils drei Schneide-, einem Eck-, drei Vormahl- und drei Mahlzähnen pro Kieferhälfte, insgesamt also 44 Zähnen. Das Rostrum des Schädels ist kurz und oberhalb der Augen befindet sich ein kräftiger Postorbitalfortsatz.

## Verbreitung und Lebensraum

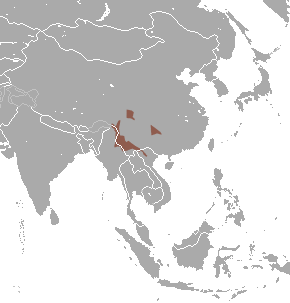
Verbreitungsgebiet des Spitzmausigels

Der Spitzmausigel ist im südlichen China in den Provinzen Sichuan, Yunnan und Guizhou sowie im Norden von Myanmar und Vietnam verbreitet. Im Süden Chinas leben die Tiere allo- oder parapatrisch zu Hylomys suillus. Weitere Verbreitungsgebiete könnten sich im nördlichen Laos sowie im äußersten Nordosten Indiens befinden, allerdings gibt es aus diesen Regionen bislang keine Nachweise.
Ihr Lebensraum sind höhergelegene Wälder von 300 bis 2700 Metern Höhe, in China liegen die Höhenverbreitungen allerdings höher als die von Hylomys suillus und beginnen in etwa 1200 Metern Höhe.

## Lebensweise
Über die Lebensweise des Spitzmausigels ist kaum etwas bekannt. Ihr Lebensraum sind feuchte Berg- und Gebirgswälder mit dichtem Unterholz und Bodenauflage in subtropischen Regionen. Die Nähe zu Gewässern kann vorhanden sein, ist jedoch nicht zwingend. Spitzmausigel sind reine Bodenbewohner und strikt nachtaktiv. Tagsüber ziehen sie sich in mit Blättern gepolsterte Felshöhlen oder in hohle Baumstämme zurück. Aus dem Mageninhalt von toten Tieren schließt man, dass Regenwürmer und auch pflanzliches Material zu ihrer Nahrung gehören.
Über die Fortpflanzung ist kaum etwas bekannt, Weibchen mit vier Embryos wurden im April und August gefunden, was entweder auf eine lange Paarungssaison oder auf zwei Würfe pro Jahr hinweist.

## Systematik
Der Spitzmausigel wird als eigenständige Art und monotypische Gattung den Rattenigeln (Galericinae) innerhalb der Igel (Erinaceidae) zugeordnet. Die Tiere sind eng mit den Kleinen Rattenigeln (Hylomys) verwandt und werden manchmal in die gleiche Gattung gestellt. 1997 wurde mit Neotetracus butleri eine fossile Art beschrieben, die ebenfalls in diese Gattung eingeordnet wurde.
Während Wilson & Reeder 2005 keine Unterarten des Spitzmausigels unterscheidet, leben nach Smith & Yan Xie 2009 mit N. s. cuttingi, N. s. fulvescens und N. s. sinensis drei Unterarten in China.

## Gefährdung und Schutz
Die Art wird von der International Union for Conservation of Nature and Natural Resources (IUCN) aufgrund des vergleichsweise großen Verbreitungsgebiets als nicht gefährdet (least concern) gelistet. Es handelt sich um eine regelmäßig vorkommende Art, Bedrohungen für den Bestand der Tiere sind nicht bekannt. Als potenzielle Bedrohung für die Bestände könnte der Verlust geeigneter Lebensräume eine Rolle spielen, allerdings ist nicht bekannt, in welchem Masse sich die Art an anthropogene Veränderungen des Lebensraumes anpassen kann.

## Belege
1. 1 2 3 4 5 6 7 8  Shrew Gymnure. In: Andrew T. Smith, Yan Xie (Hrsg.): A Guide to the Mammals of China. Princeton University Press, Princeton NJ u. a. 2008, ISBN 978-0-691-09984-2, S. 296–297.
2. 1 2 3 4 5 6  Neotetracus sinensis in der Roten Liste gefährdeter Arten der IUCN 2012.2. Eingestellt von: D. Lunde, L. Ruedas, A.T. Smith, C.H. Johnston, 2008. Abgerufen am 5. Januar 2013.
3. 1 2 3  Neotetracus sinensis. In: Don E. Wilson, DeeAnn M. Reeder (Hrsg.): Mammal Species of the World. A taxonomic and geographic Reference. 2 Bände. 3. Auflage. Johns Hopkins University Press, Baltimore MD 2005, ISBN 0-8018-8221-4.